# سور تكريت
سور تكريت هو أحد أهم المعالم التاريخية في مدينة تكريت مركز محافظة صلاح الدين شمالي العراق، ويرجع تاريخ إنشائه إلى العصر الآشوري، يحيط السور بمدينة تكريت القديمة، وهو مدعم بأبراج كبيرة وصغيرة، يبدأ من شمال المدينة بالقرب من منطقة القائم الكبير فوق منطقة مرتفعة على كتف نهر دجلة من جهة الغرب، ثم يستمر بإتجاه الجنوب حتى يطوف بالمدينة، ويتجه بعد ذلك الى الشرق حتى ينتهي في كتف النهر، يحتوي السور على ثلاثة مداخل باتجاهات ثلاثة عدا الجهة الشرقية المطلة على النهر، ويعتبر المدخل الغربي هو البوابة الرئيسية للسور. ويبلغ طوله أربعة أميال وقطره لا يزيد على كيلومتر واحد.

## وصف الرحالة
ذكرَ السورَ ابن جبير في كتابه، وكان قدومه لتكريت سنة 580 الهجرية الموافقة 1184 الميلادية، ووصف السور أن الوهَن قد أثّرَ فيه، وبعد قرينين نقل عنه ابن بطوطة وصفاً مشابهاً، وفي سنة 1836 الميلادية ذكرَ الرحالة البريطاني جي روز الاستعدادات التي كان يُعدّها أهل تكريت لترميم سورهم وحفر الخندق المحيط به.

## مآل السور
خُرّب الجزء الشمالي والغربي من السور من جرّاء التوسّع العمراني وأُزيلت البوابة الغربية تدريجياً بعد التسويات الترابية لتعبيد شارع بغداد الموصل سنة 1955، وزالت معالم البوابات الأخرى بعد التوسّع العمراني للمدينة حين وزّعت الجمعيات أراضي سنة 1962.

## روابط خارجية
- تقرير قناة سامراء عن سور تكريت.